# Hôtel des Postes de Chartres
L'hôtel des Postes est un ancien hôtel des Postes situé à Chartres, département français d'Eure-et-Loir, à l'angle du boulevard Maurice-Viollette et de la rue du Général-Koenig.
Le bâtiment héberge aujourd'hui la médiathèque l'Apostrophe de Chartres.

## Historique

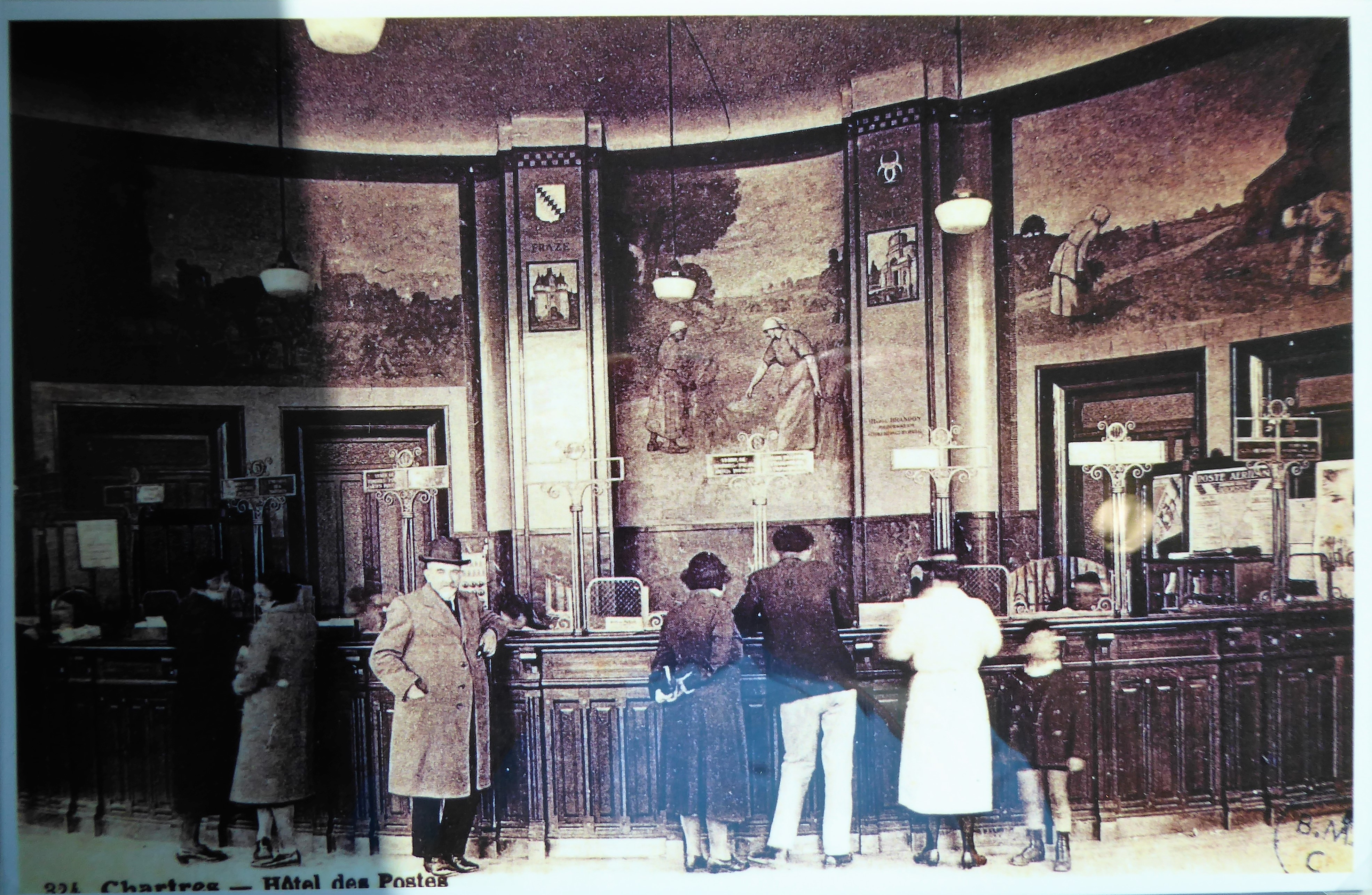
Raoul Brandon devant les guichets de l'hôtel des Postes.

L'architecte de l'édifice est Raoul Brandon, né en 1878 dans la commune de Lucé située en limite ouest de Chartres. Sa construction dura cinq ans, de 1923 à 1928.
Les mosaïques sont l’œuvre d'Édouard Blin.
Les anciennes fresques murales ornant la salle recevant le public ont été réalisées en 1929 par Pierre Vaillant (1878-1939), fils de Charles Émile Vaillant, architecte du département d'Eure-et-Loir ayant eu Raoul Brandon comme élève.
Elles représentent trois grandes scènes de moisson beauceronne, ainsi que des illustrations de monuments du département, tel que les châteaux de Frazé et d'Anet.
Ces œuvres sont détruites dans les années 1970. 
Les façades et les toitures sont inscrites au titre des monuments historiques en 1994.
En 2007, après une rénovation complète de l'intérieur du bâtiment par Paul Chemetov, l'édifice reçoit sa nouvelle fonction de médiathèque de la ville de Chartres.
En 2016, le bâtiment a reçu du ministère de la Culture le label « Patrimoine du XXe siècle » .

## Description

### Extérieur

Extérieur
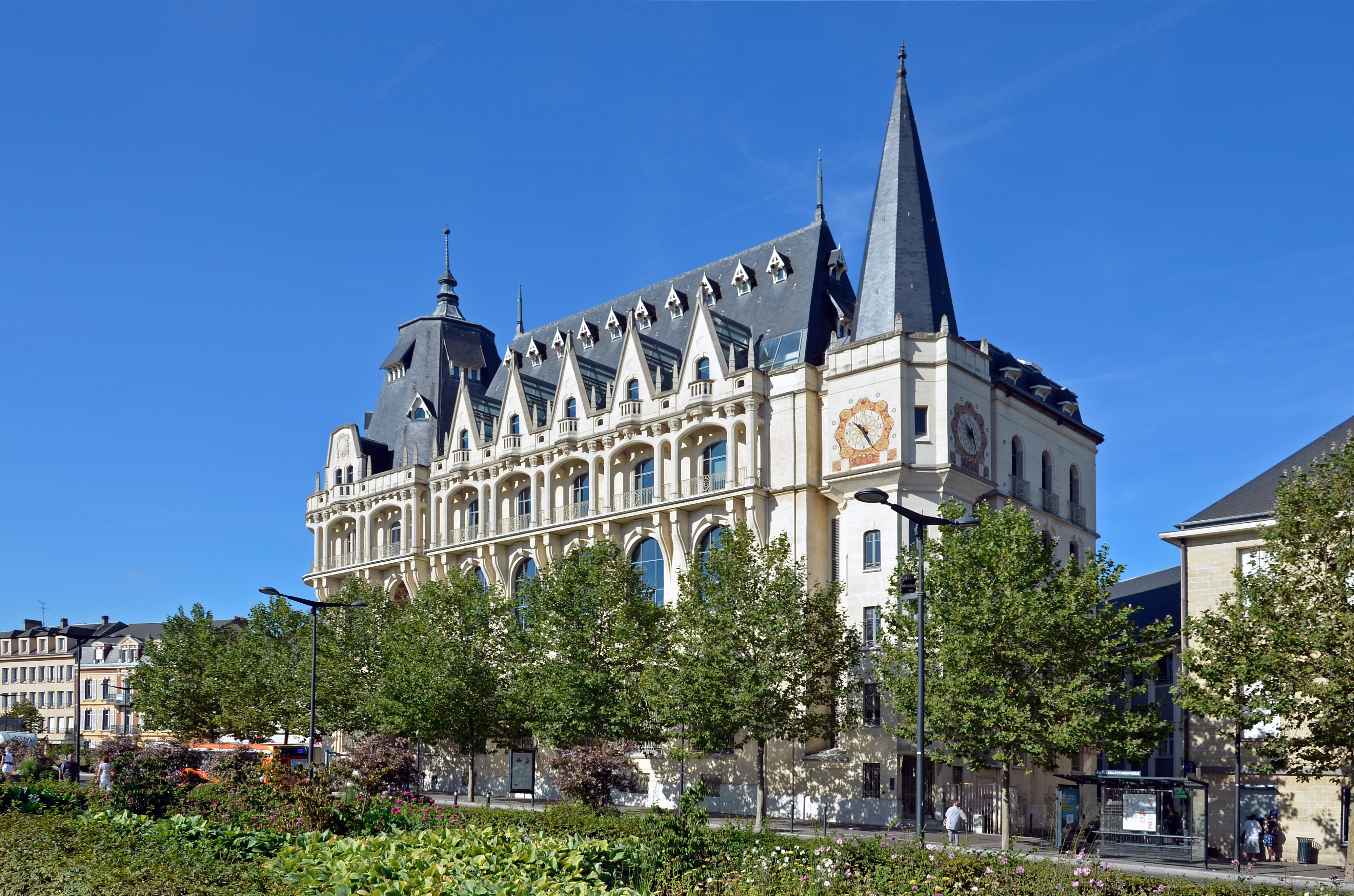
Boulevard Maurice-Viollette.
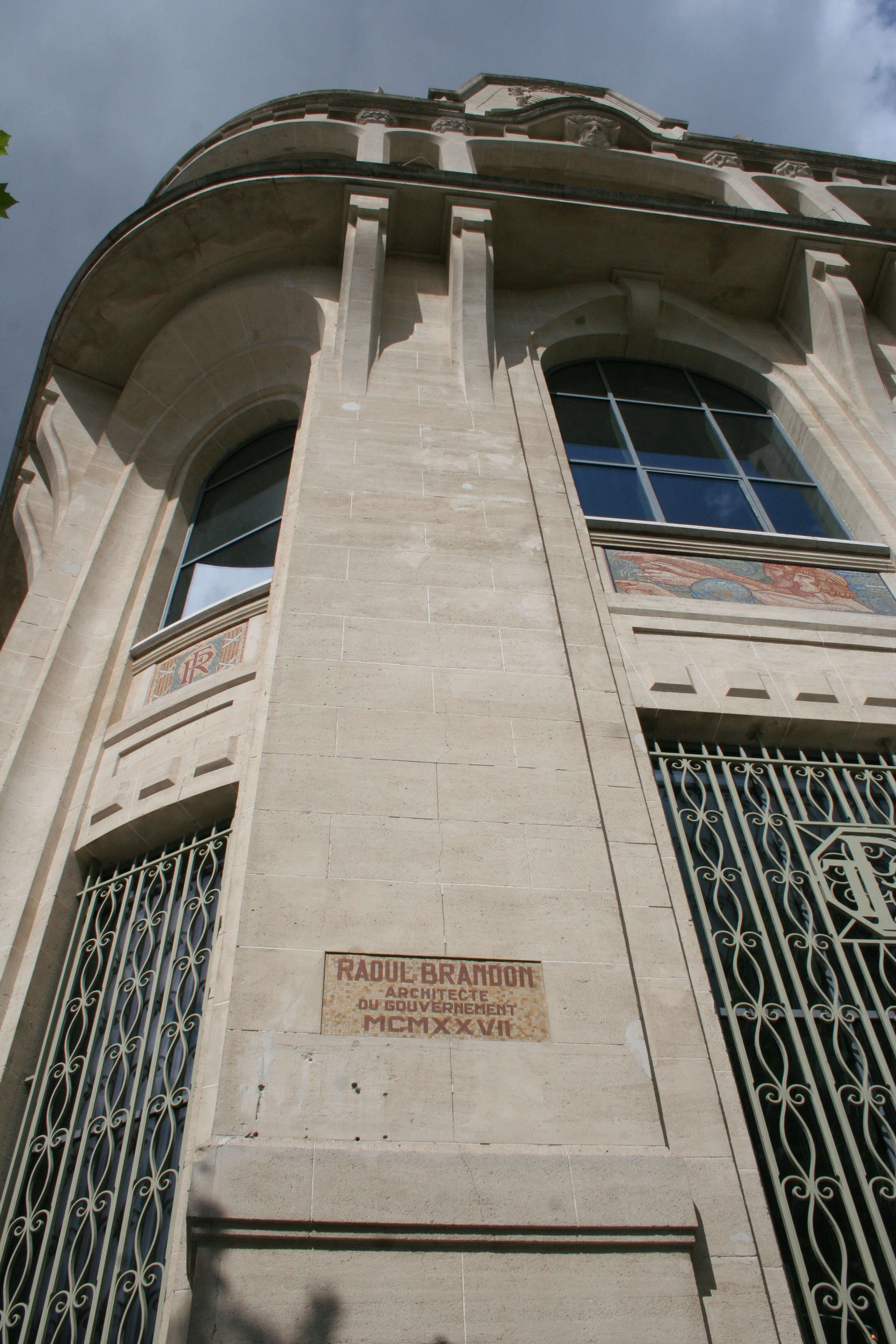
Signature de Raoul Brandon en mosaïque.
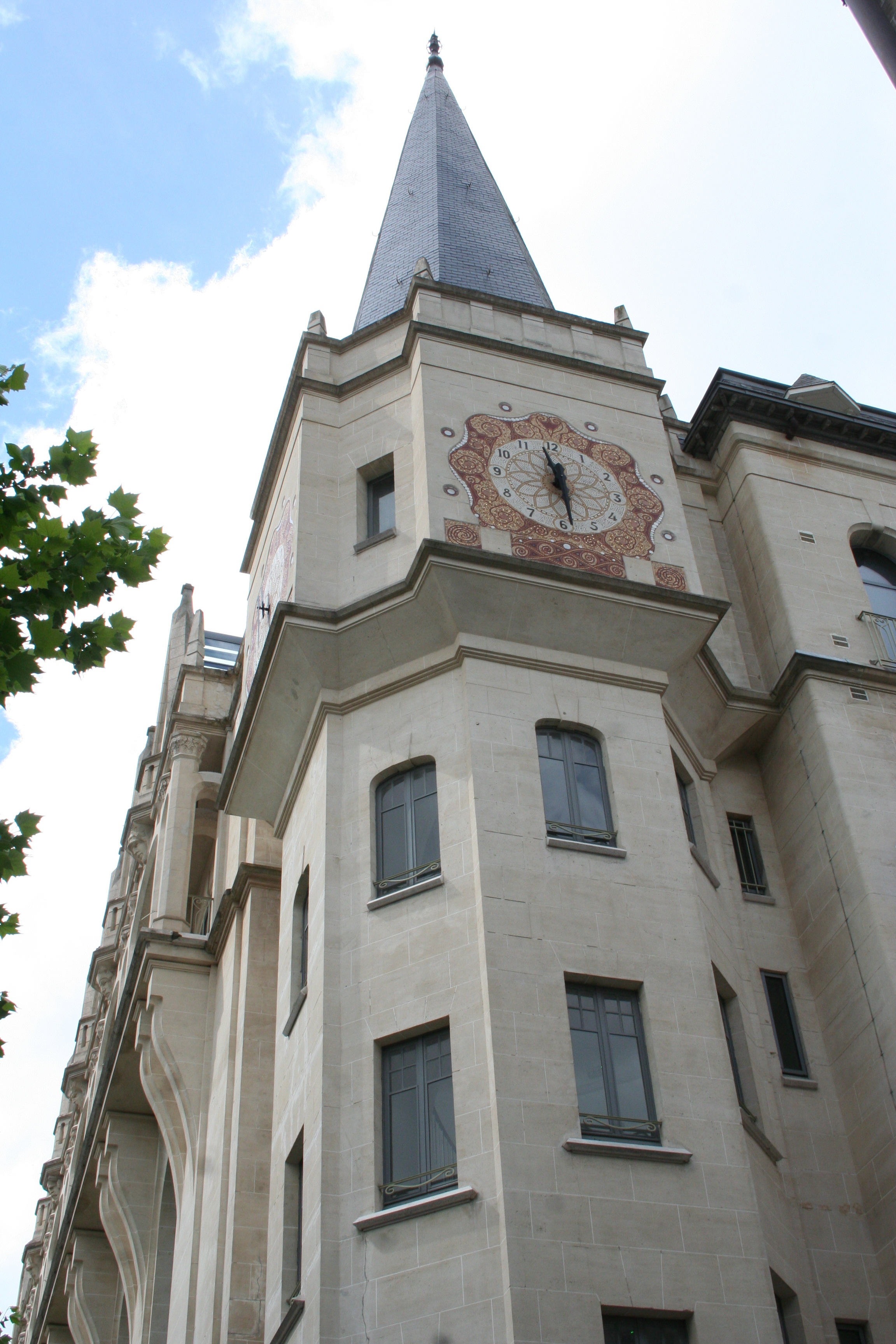
Tour nord.
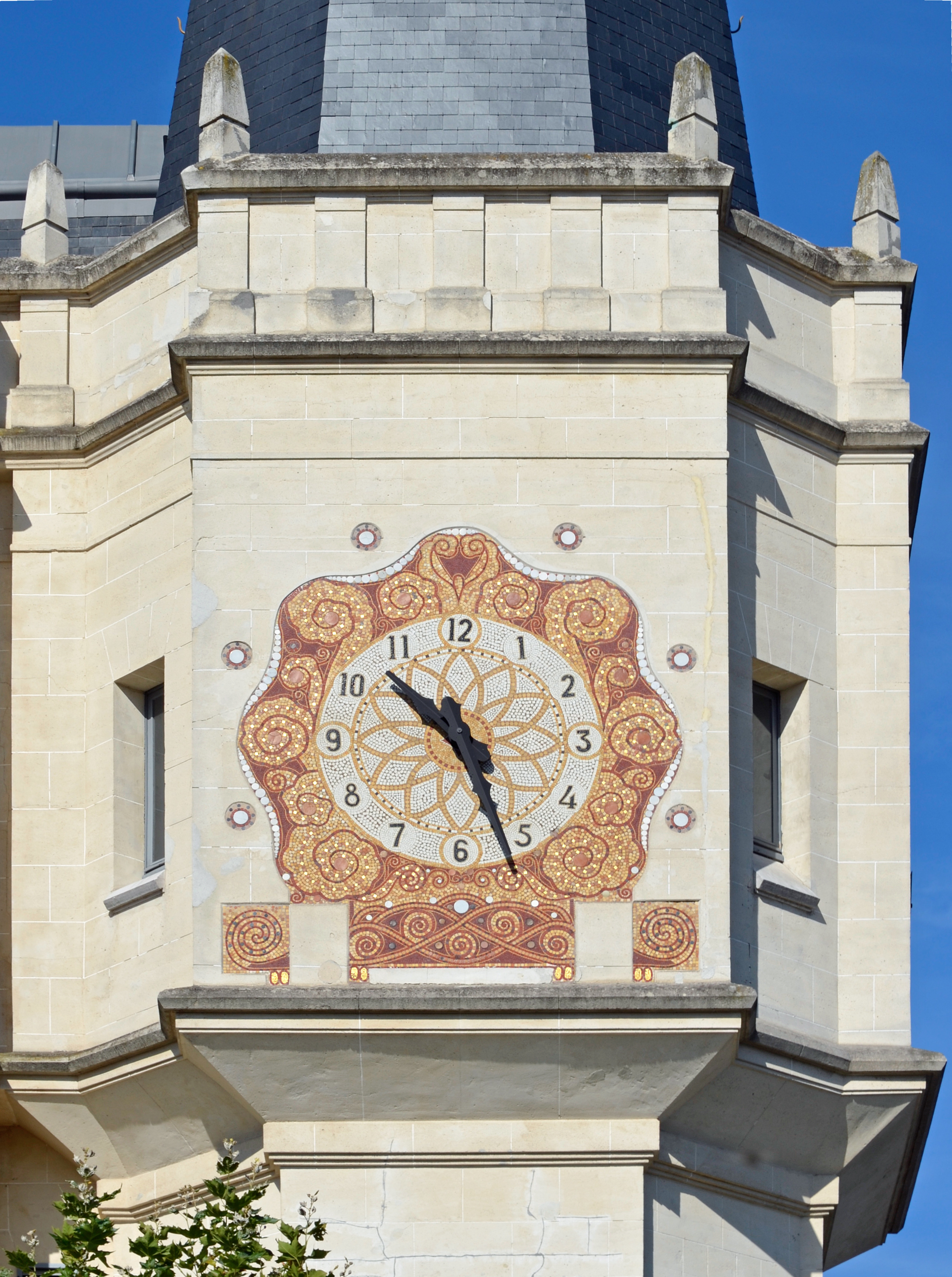
Horloge.
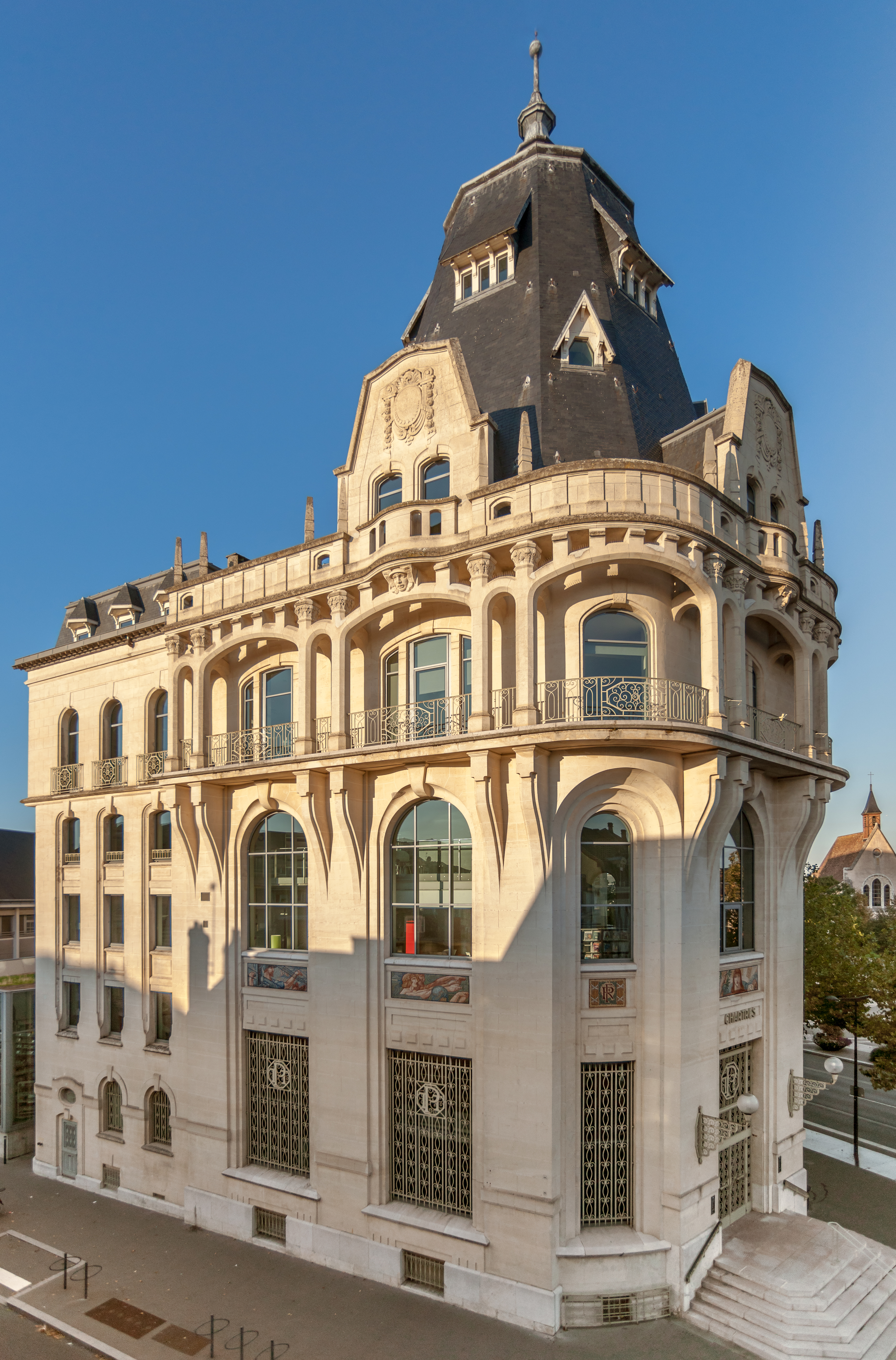
Rue du Général-Koenig.

### Mosaïques
Onze mosaïques figuratives d'inspiration byzantine sont réalisées en tesselles de grès par Édouard Pierre Blin :
- Au-dessus de l'entrée, une représentation de la Paix tient un rameau d'olivier et une plaque avec le mot « Pax » ; cette mosaïque est encadrée symétriquement par deux autres mosaïques dans lesquelles trois personnes tendent le bras en direction de la Paix afin de lui prêter serment de fidélité[3] ;

Au-dessus de l'entrée
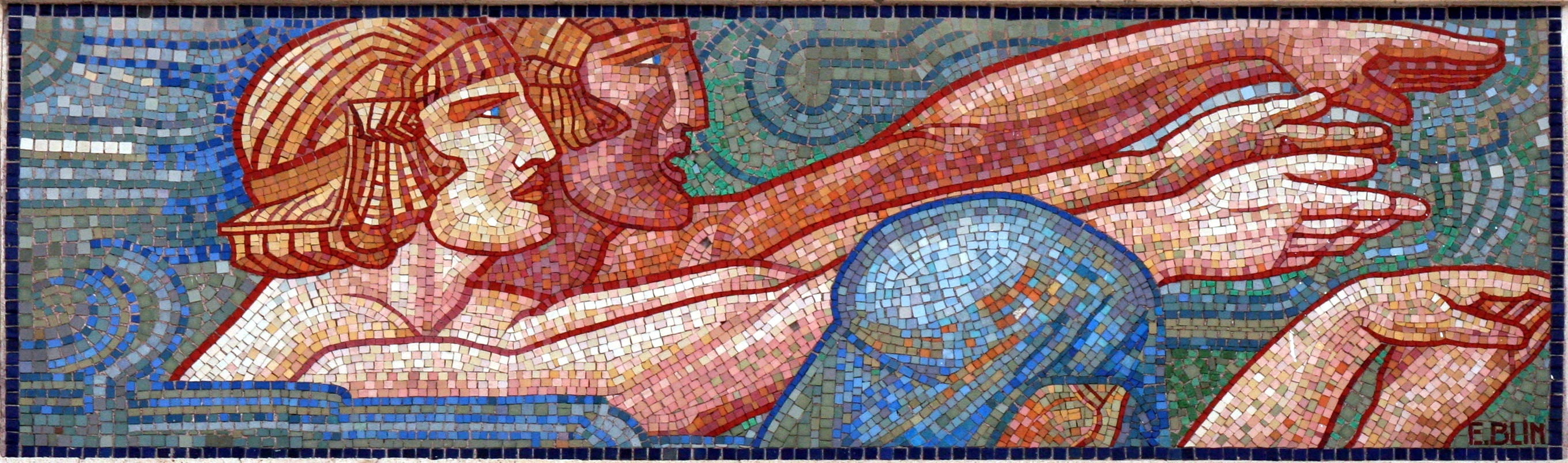
Serment à la Paix, rue du Général-Koenig.
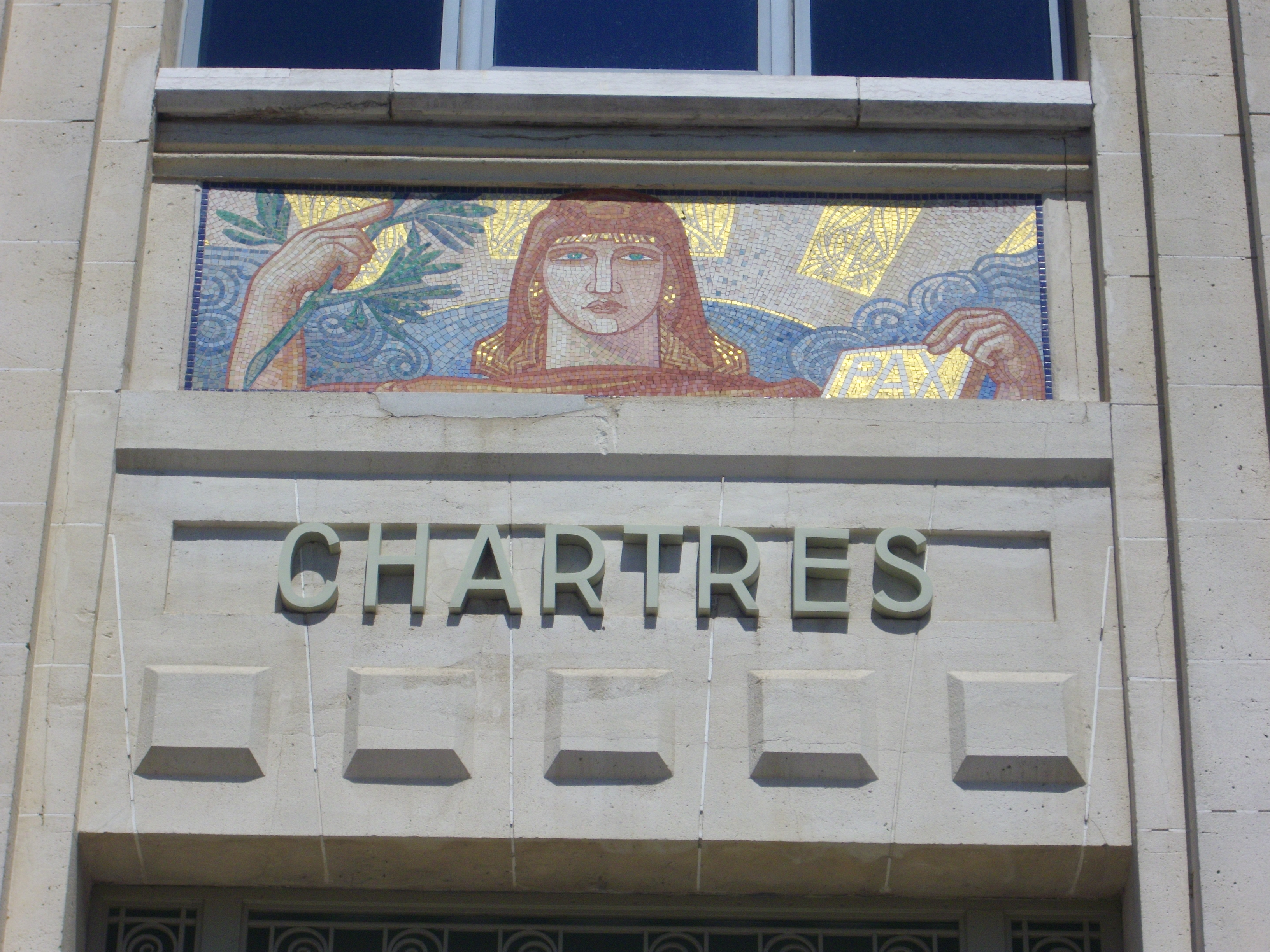
Entrée.
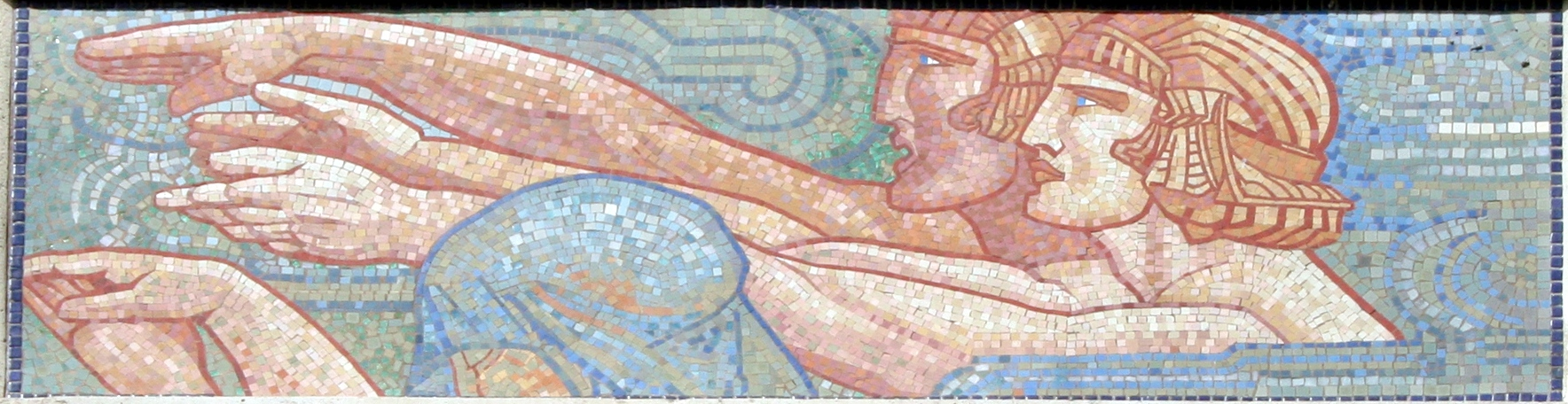
Serment à la Paix, boulevard Maurice-Viollette.

- Rue du Général-Koenig, des installateurs accrochent des lignes téléphoniques sur un poteau ;

Rue du Général-Koenig
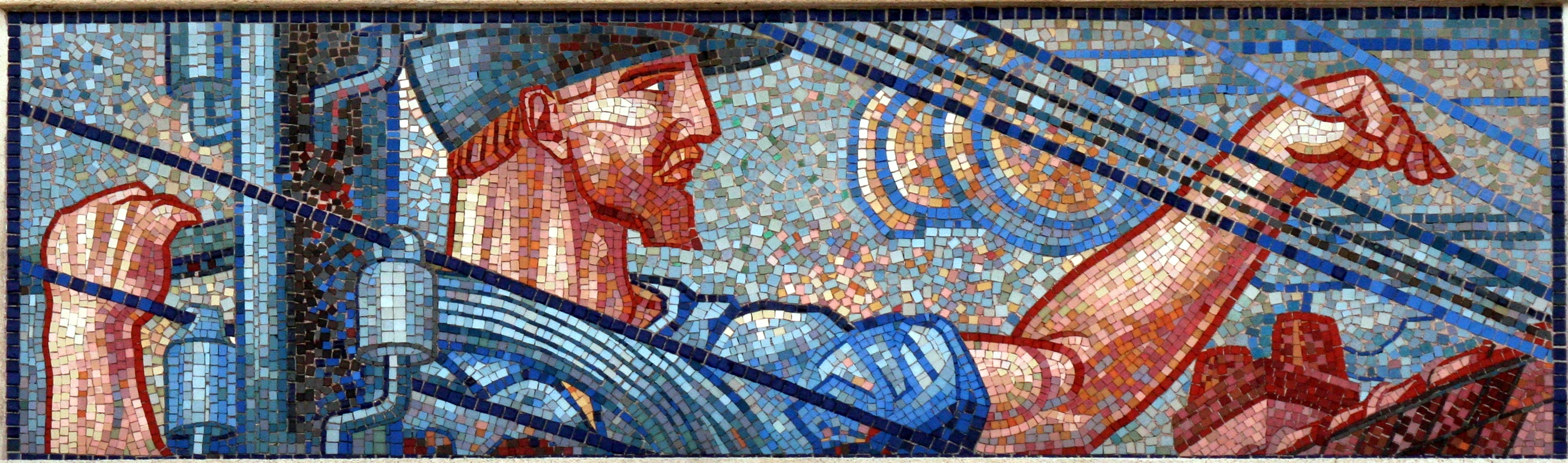
Installation de lignes téléphoniques sur un poteau.

- Boulevard Maurice-Viollette :
  - Cinq mosaïques représentent, de gauche à droite, le transport d'un courrier par avion, camion, à pied (remise à une paysanne beauceronne), chemin de fer et bateau ;
  - Les blasons de Chartres et Paris figurent au sommet du renfoncement abritant l'ascenseur pour les personnes à mobilité réduite. Sont inscrites les devises respectives des deux villes : « Servanti civem querna corona datur » et « Fluctuat nec mergitur »[Note 1].

### Intérieur

Intérieur
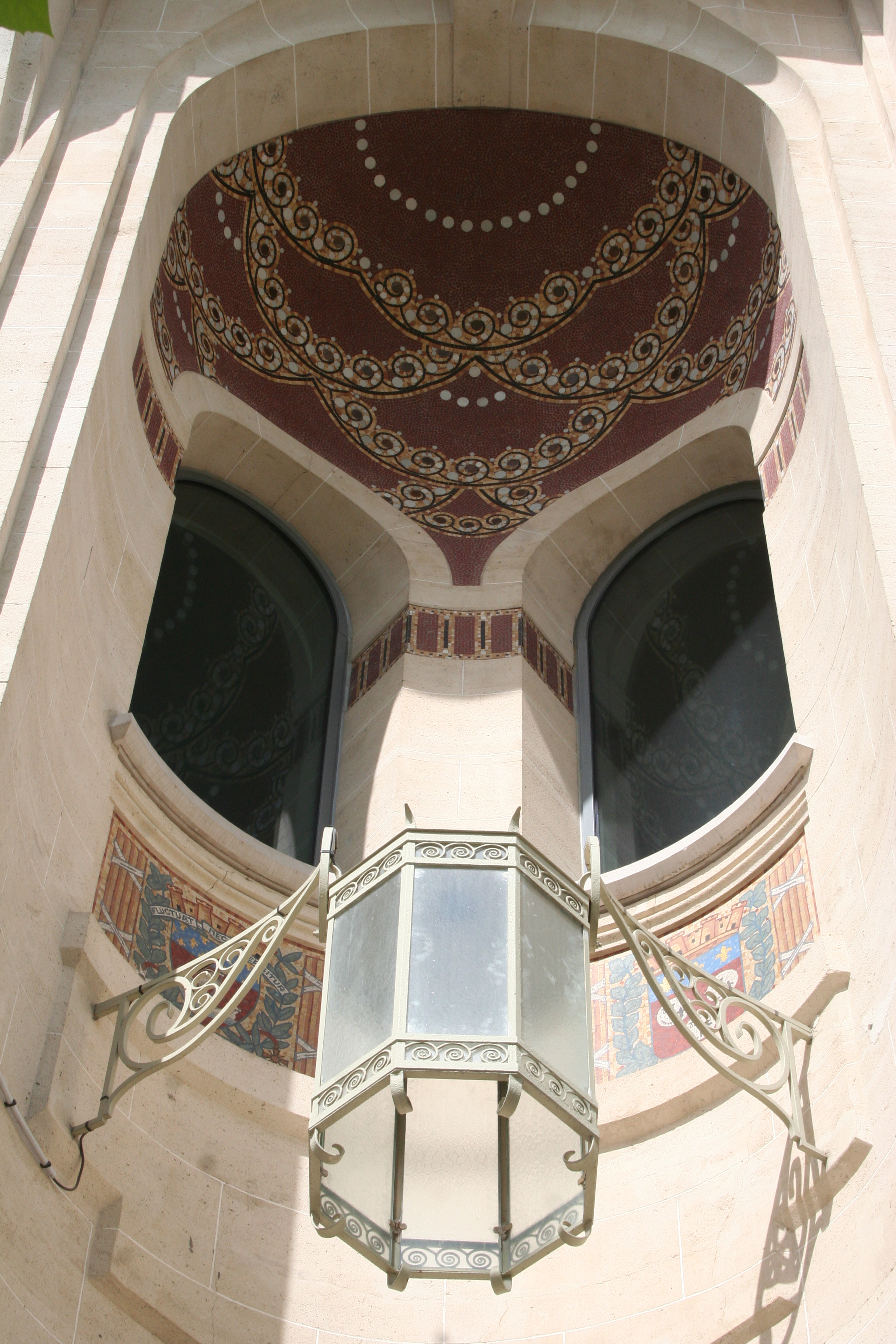
Blasons et devises de Chartres et Paris.
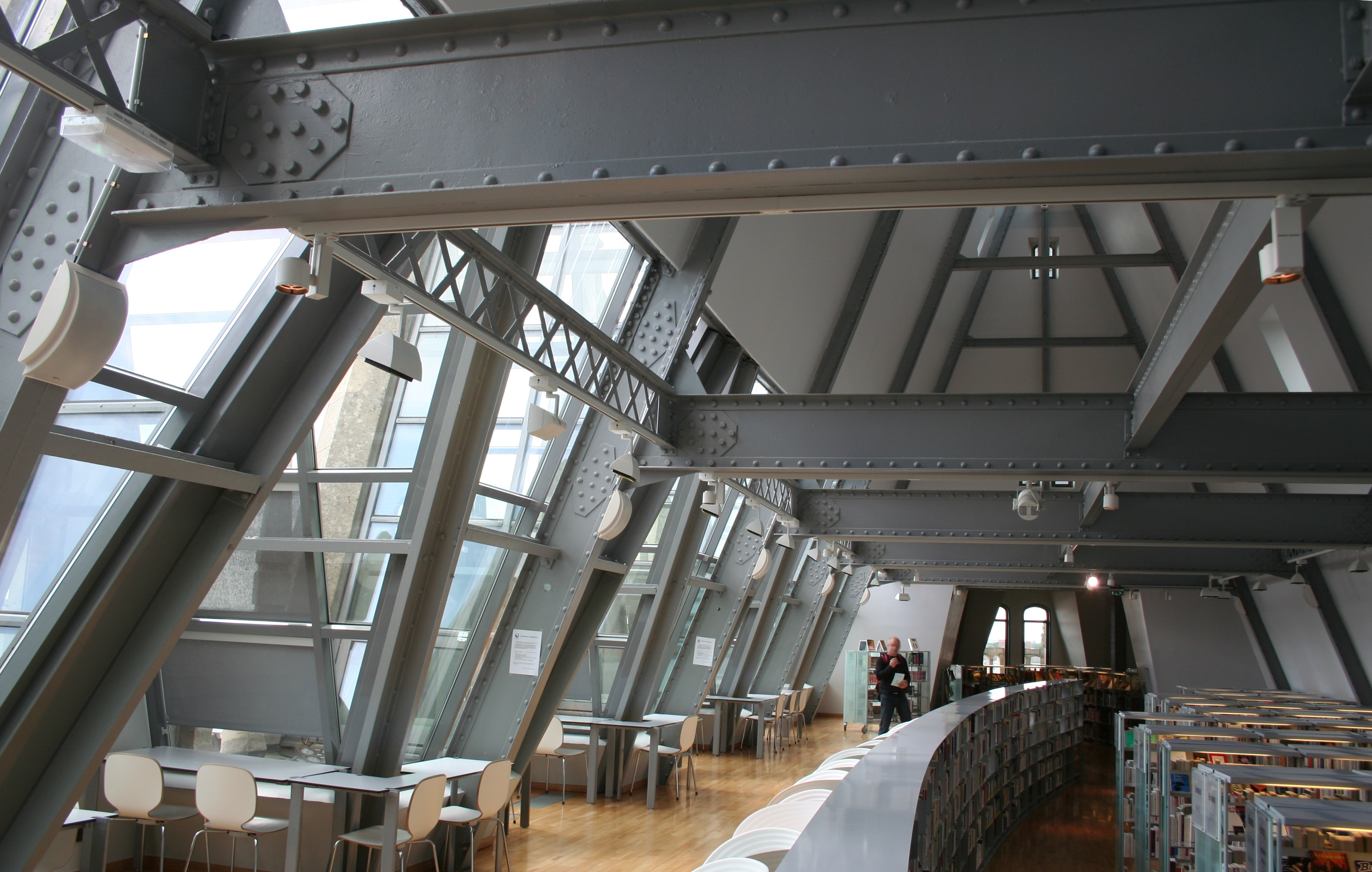
Dernier étage, la charpente.